# 微風卡

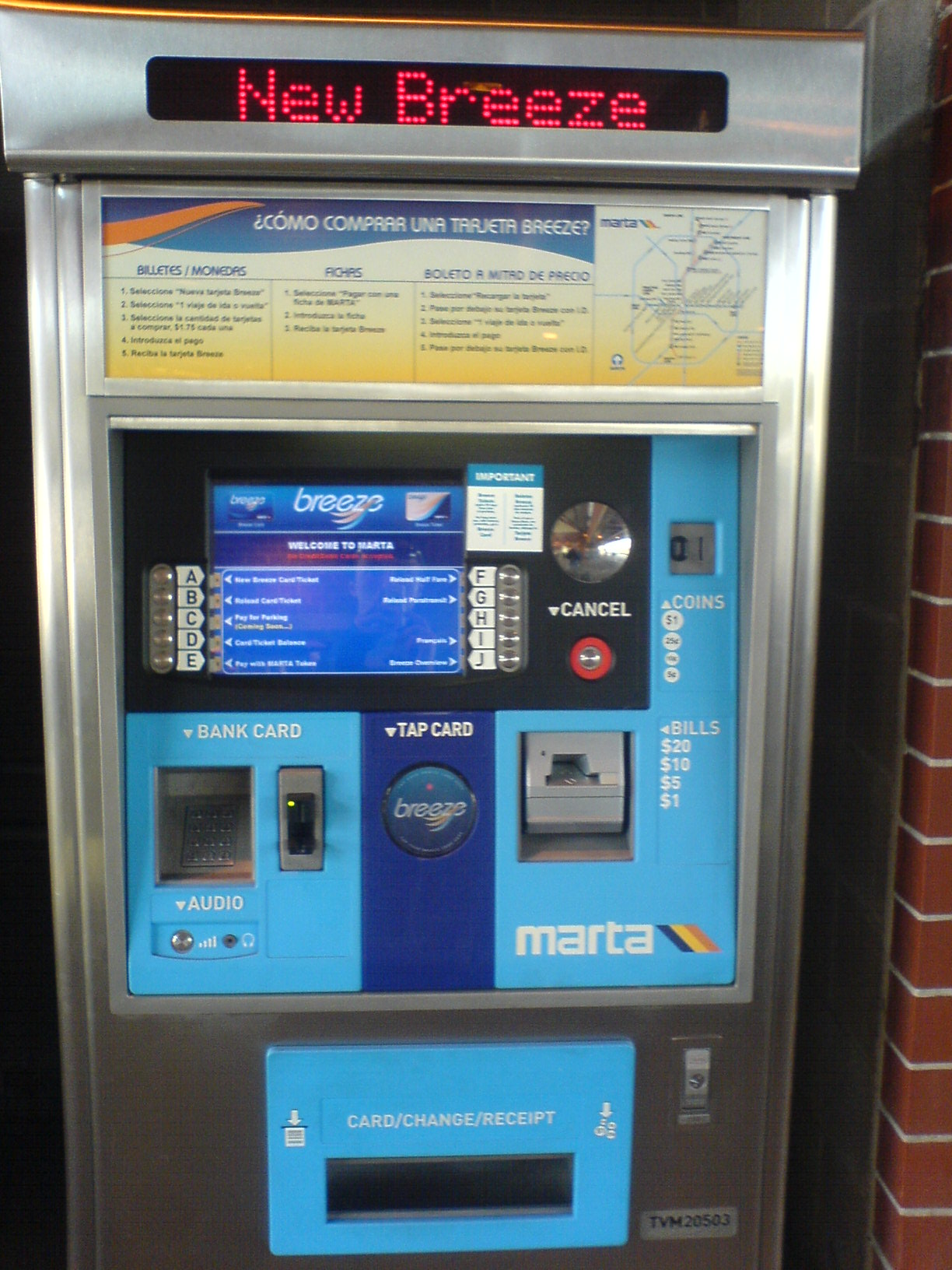
微風卡售票機

微風卡（英語：Breeze Card）是亞特蘭大都會區快速運輸管理局在2006年10月初引入的儲值智能卡系統，用於自動收費。卡片將在拍卡時在閘口自動扣除車費。微風卡在2007年7月1日前仍可使用和購買TransCards。該日起TransCards停用，轉為使用微風卡或紙質車票（單次乘搭巴士除外，仍可用作繳費並找續）。